# Engraulicypris sardella
Engraulicypris sardella és una espècie de peix cipriniforme de la família dels ciprínids.

## Morfologia
- Els mascles poden assolir 13 cm de longitud total.[2][3]

## Depredadors
És depredat per Rhamphochromis longiceps, Bagrus meridionalis i Diplotaxodon limnothrissa.

## Hàbitat
És un peix d'aigua dolça i de clima tropical.

## Distribució geogràfica
Es troba a Àfrica: llac Malawi.